# Radiostacja RKP-8100
Radiostacja RKP-8100 – radiostacja plecakowa lub element mobilnych systemów radiokomunikacyjnych instalowanych w pojazdach Sił Zbrojnych Rzeczypospolitej Polskiej.

## Charakterystyka
Radiostacja typu RKP-8100 zapewnia łączność foniczną oraz transmisję danych przesyłanych poprzez standardowe protokoły i interfejsy. Jest radiostacją defniowaną programowo SDR, ma zaimplementowane tzw. waveformy wymagane do pracy w pasmach HF i VHF oraz waveformy wąskopasmowe do pracy w paśmie UHF. Może być wykorzystana jako radiostacja plecakowa lub element mobilnych systemów radiokomunikacyjnych instalowanych w pojazdach kołowych i gąsienicowych z wykorzystaniem adaptera RKP-8100AM-B. Radiostacja jest wyposażona w moduł szyfrujący zgodny z algorytmem AES-256, umożliwiający pracę w trybie FH frequency hopping oraz w systemie transmisji danych Link-11.

## Dane liczbowe
| Dane taktyczno–techniczne              | Dane taktyczno–techniczne                                                |
| -------------------------------------- | ------------------------------------------------------------------------ |
| Rodzaj                                 | pokładowa/plecakowa                                                      |
| Zakres częstotliwości pracy            | 1,5–512 MHz                                                              |
| Interfejsy                             | IP, SMTP, POP3, Ethernet, RS232                                          |
| Max moc transmitowana                  | 20 W RMS                                                                 |
| Transmisja cyfrowa oraz głosu          | Od 75 bit/s dla danych i 600 bit/s dla wokodera do 2400 bit/s            |
| Minimalna przepływność                 | odpowiednio 90% i 70 zablokowanych kanałów                               |
| Praca w zakresie VHF/UHF w trybie FH   | 320 skoków na sekundę z modulacją QPSK w podstawowym paśmie pracy 50 kHz |
| Przepływność danych w zakresie VHF/UHF | 19200 bit/s i 2400 bit/s oraz wokoder MELPe 2400 bit/s                   |
| Masa urządzenia                        | 7,5 kg                                                                   |
| Napięcie zasilające                    | +27 V (od 19 do 35 V)                                                    |
| Temperatura pracy                      | od -30 do +60 °C                                                         |